# Inre fjärden, Gävle

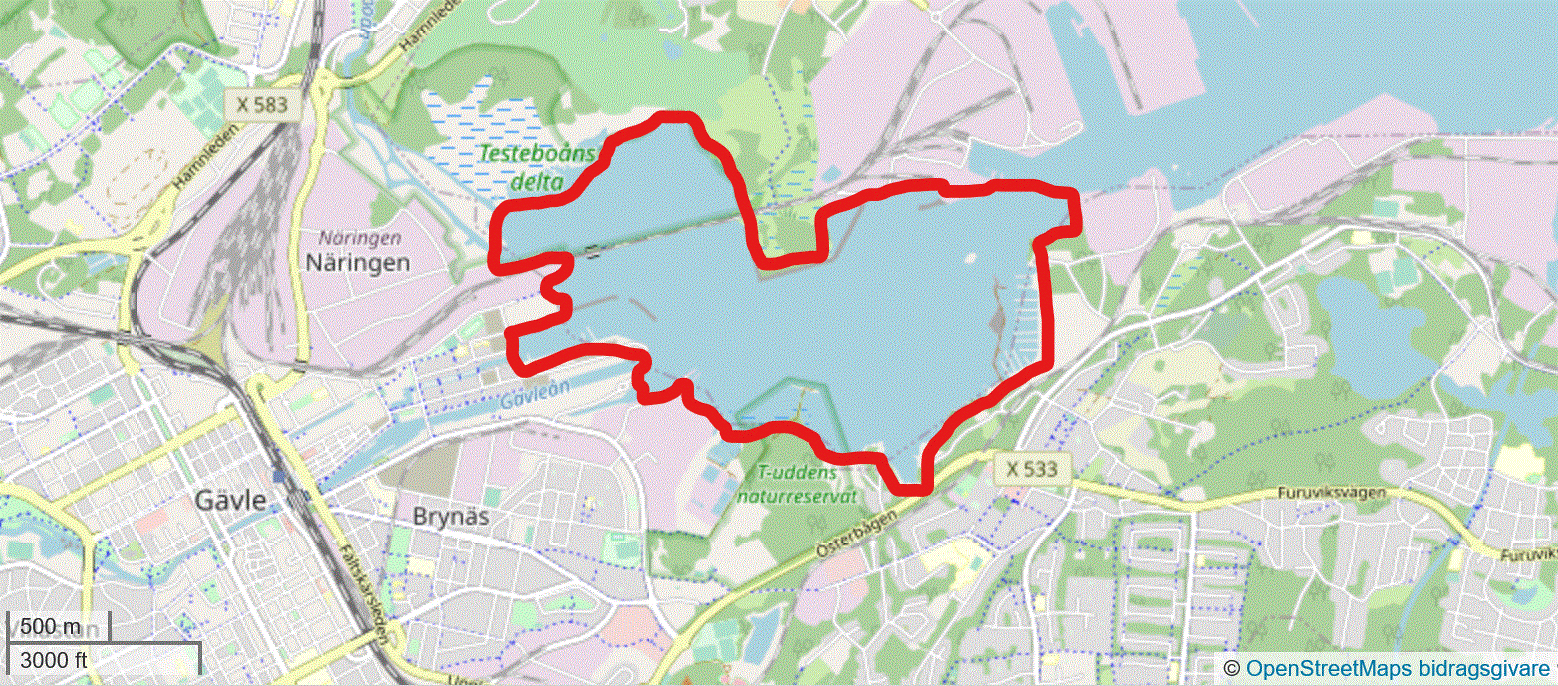
Karta över Gävle med Inre fjärden i rött

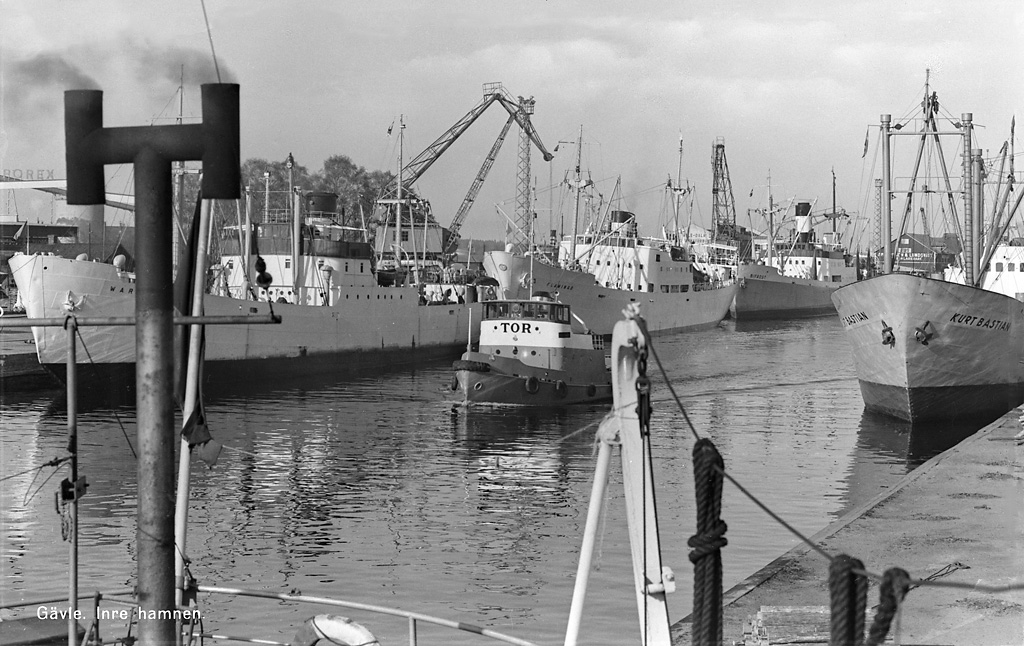
Inre hamnen i mitten av 1900-talet.

Inre fjärden är en fjärd av Bottenhavet längst in i Gävlebukten vid Gävle.
I Inre fjärden mynnar Gavleån och Testeboån och det finns en liten ö, Sörgrundet. Fjärden avgränsas av, med start i öster och motsols, Yttre fjärden, Fredriksskans, Testeboåns deltas naturreservat, Näringen, Alderholmen, Brynäs, T-uddens naturreservat och Bomhus. På Alderholmen ligger det nya bostadsområdet Gävle Strand.
Gävle centrum ligger två kilometer uppströms Gavleån.
Gävle hamn låg sen staden grundades vid Gavleåns mynning i Inre fjärden. I sundet mellan Inre- och Yttre fjärden låg 1716 - 1863 försvarsanläggningen Fredriksskans. När Fredriksskans avvecklades anlades en ny djuphamn där. Den gamla hamnen kallas numer Inre hamnen.
Gävle Varv hade från 1870-talet till 1990-talet sina dockor och fartygsbyggnation vid Inre fjärden på Brynäs.